# Готтліб Даймлер
Го́ттліб Даймлер (нім. Gottlieb Wilhelm Daimler, Доймлер, Däumler; 17 березня 1834, Шорндорф — 6 березня 1900, Канштат під Штутгартом) — німецький інженер, конструктор та підприємець.

## Біографія
Готтліб Вільгельм Даймлер був сином пекаря з містечка Шорндорф неподалік від Штуттгарта. По закінченню початкової школи в 1847 році він почав працювати підмайстром зброяра — виготовляв двостволки. У 1857 році Даймлер почав навчання в Штуттгартському Політехнічному інституті. Після навчання їздив і працював у різних європейських країнах: Франції, Великій Британії й Бельгії.
У 1867 році одружився з Еммі Кунц, донькою аптекаря. У 1869 році переїхав до Карлсруе і почав працювати на заводі Maschinenbau-Gesellschaft Karlsruhe AG. Через шість місяців до нього приєднався Вільгельм Майбах. У 1879 році Даймлер став одним з технічних директорів на заводі з виробництва двигунів внутрішнього згоряння в Кельні. Директором цього заводу був винахідник чотиритактного двигуна внутрішнього згоряння Ніколаус Отто, Майбах став головним конструктором.
У 1876 році Ніколаус Отто відкрив чотиритактний цикл, а в 1877 році запатентував чотиритактний двигун внутрішнього згоряння. У цей час незалежно від Отто, Даймлера й Майбаха, Карл Бенц, що працював у Мангаймі, створив двотактний двигун внутрішнього згоряння й в 1879 році одержав на нього патент.
У 1880 році через особисті розбіжності з Отто (той заздрив університетській освіті Даймлера) Даймлер і Майбах залишили Deutz-ag і почали спільну роботу. 1882 року вони переїхали в Штуттгарт, де в передмісті Каннштатт купили будинок і прибудували до нього лабораторію.
У 1890 році Даймлер організував компанію Daimler-Motoren-Gesellschaft (DMG) для виробництва невеликих, потужних двигунів для використання на землі, в повітрі та на морі. Це гасло стало основою для знаменитої трикінцевої зірки — логотип сучасної компанії Mercedes-Benz.
Саме Даймлер і Майбах вирішили, що паливом для їхнього двигуна повинен бути продукт перегонки нафти. У той час таких продуктів був три: мастило, гас і бензин, що в основному застосовувався для чищення одягу і продавався в аптеках. Як паливо був обраний найбільше легко займистий бензин. Наприкінці 1885 року Даймлер і Майбах сконструювали свій перший двигун. 1885 року ними був також придуманий карбюратор. У листопаді 1885 Даймлер зробив і запатентував перший мотоцикл («Reitwagen»), установивши невеликий двигун на дерев'яну раму з дерев'яними ж колесами. Майбах проїхав на ньому 3 км уздовж ріки Некар, досягнувши швидкості 12 км/год.
8 березня 1886 року Даймлер і Майбах привезли до будинку карету, сказавши сусідам, що це — подарунок пані Даймлер на день народження. На цю карету Майбах установив двигун потужністю 1.5 к.с. і пасову передачу до коліс. Так був створений перший чотириколісний саморушний (зі швидкістю 16 км/год) екіпаж, що отримав назву «Daimler Motorkutsche» (у перекладі — «моторизована карета Даймлера»).
1887 року Даймлер і Майбах зробили й випробували також човновий мотор. Двигуни для човнів були головною продукцією фірми Даймлера протягом декількох років.
10 серпня 1888 року зробила перший політ повітряна куля, що приводилася в рух двигуном внутрішнього згоряння Даймлера. 1889 року Даймер і Майбах побудували свій перший автомобіль — більше схожий на карету без коня. Цей автомобіль був представлено в жовтні 1889 року на паризькій виставці. У тому ж році померла дружина Даймлера, Емма Кунц.
28 листопада 1890 року DMG була перетворена в акціонерне товариство. 11 лютого 1891 року Майбах вийшов зі складу акціонерного товариства й продовжував роботу окремо. 1892 року був проданий перший автомобіль. Узимку 1892/1893 років Даймлер переніс інфаркт і по вказівці лікаря відправився до Італії. У Флоренції він зустрів Ліну Гартманн, удову на двадцять два роки молодше його. 8 липня 1893 року вони одружилися. 1893 року Даймлер пішов з компанії DMG, залишивши їй усі свої патенти за попередні тридцять років.
У 1894 році Майбах, Даймлер і його син Пауль побудували третій двигун, «Фенікс». Тоді ж ліцензію на двигун і на бренд «Даймлер» купив англійський підприємець Ф. Сіммс. Спершу ця компанія продавала в Англії автомобілі фірми DMG. Але потім почала випускати під іменем «Даймлер» автомобілі власної конструкції. Таким чином, автомобілі марки «Даймлер» — це автомобілі британського виробництва. До 1950 року автомобілі для британської королівської родини виготовлялися тільки фірмою «Даймлер». 1960 року компанія «Даймлер» злилася з компанією Jaguar.
У 1895 році DMG випустила свій 1000-й двигун.
1899 року був випущений перший автомобіль фірми DMG «Мерседес», названий за ім'ям доньки співвласника компанії, дипломата й автогонщика Еміля Єллінека.